# Per Sempre Alfredo
De Per Sempre Alfredo is een eendaagse wielerwedstrijd in Italië met de start in Florence en de finish in Sesto Fiorentino. De Per Sempre Alfredo maakt deel uit van de UCI Europe Tour van de UCI (categorie 1.1). De eerste editie werd verreden in 2021 en gewonnen door de Italiaan Matteo Moschetti. De koers is een eerbetoon aan de wielrenner Alfredo Martini.

## Lijst van winnaars

### Overwinningen per land
| Overwinningen | Land                           |
| ------------- | ------------------------------ |
| 1             | Duitsland, Italië, Zwitserland |

2005 · 
2006 · 
2007 · 
2008 · 
2009 · 
2010 · 
2011 · 
2012 · 
2013 · 
2014 · 
2015 · 
2016 · 
2017 ·
2018 ·
2019 ·
2020 ·
2021 ·
2022 ·
2023 ·
2024 ·
2025
Belangrijkste etappewedstrijden

Internationaal Wegcriterium · Driedaagse Brugge-De Panne · Ronde van de Alpen · Vierdaagse van Duinkerke · Ronde van Beieren · Ronde van Noorwegen · Ronde van België · Ronde van Luxemburg · Ronde van Oostenrijk · Ronde van Wallonië · Ronde van Burgos · Ronde van Denemarken · Arctic Race of Norway · Ronde van Groot-Brittannië
Belangrijkste eendaagse wedstrijden

Trofeo Laigueglia · GP Lugano · GP Nobili Rubinetterie · Dwars door Vlaanderen · Scheldeprijs · Brabantse Pijl · GP Kanton Aargau · Brussels Cycling Classic · GP Fourmies · Primus Classic Impanis-Van Petegem · Ronde van de Drie Valleien · Milaan-Turijn · Ronde van Piemonte · Ronde van het Münsterland · Ronde van Emilia · Parijs-Tours · GP Bruno Beghelli